# 語中音消失
語中音消失（ごちゅうおんしょうしつ、syncope）とは、語の内部にある1つ、またはそれ以上の音の脱落のこと。語源はギリシャ語のsyn-+kopein（打つこと）。
歴史言語学では、「syncope」は強勢（アクセント）のない母音の脱落を指すことが多い。（語中母音消失）

## 例

### 強勢のない母音の脱落
- ラテン語 cálidum > イタリア語 caldo（熱い）
- ラテン語 verecundia > イタリア語 vergogna（恥）
- ラテン語 vetulus > イタリア語 vecchio（古い）

### その他の脱落
- 古英語 hláford > 英語 lord

## 詩の技法
装飾のため、あるいは韻律のために、詩の技法・修辞技法として語の内部から音が取り除かれることがある。
- イタリア語 spirito > 詩 spirto（勇気）
- 英語 hastening > 詩 hast'ning（急ぐ）
- 英語 heaven > 詩 heav'n（天国）
- 英語 over > 詩 o'er（〜の上に）

## くだけたスピーチ
さまざまな口語の縮減は語中音消失と呼ばれるかも知れない。しかし、アポストロフィーをつけて書かれる「didn't」のような形式は普通、縮約と呼ばれる。
- 英語 going to> gonna
- 英語 don't know > dunno